# Лайв-Оук (округ, Техас)
Шаблон:StateAbbr_ 28°21′ пн. ш. 98°08′ зх. д. / 28.35° пн. ш. 98.13° зх. д.
Округ Лайв-Оук (англ. Live Oak County) — округ (графство) у штаті Техас, США. Ідентифікатор округу 48297.

## Історія
Округ утворений 1856 року.

## Демографія
За даними перепису 2000 року загальне населення округу становило 12309 осіб, зокрема міського населення було 2501, а сільського — 9808. Серед мешканців округу чоловіків було 6769, а жінок — 5540. В окрузі було 4230 домогосподарств, 3073 родин, які мешкали в 6196 будинках. Середній розмір родини становив 3.
Віковий розподіл населення поданий у таблиці:
| Стать    | До 15 років | 15-21 | 22-29 | 30-39 | 40-49 | 50-65 | 65-85 | Понад 85 |
| -------- | ----------- | ----- | ----- | ----- | ----- | ----- | ----- | -------- |
| Чоловіки | 1083        | 696   | 862   | 1013  | 1111  | 1097  | 836   | 71       |
| Жінки    | 1119        | 473   | 368   | 706   | 779   | 1036  | 903   | 156      |

## Суміжні округи
- Карнс — північний схід
- Бі — схід
- Сан-Патрисіо — південний схід
- Джим-Веллс — південь
- Дювал — південний захід
- Макмаллен — захід
- Атаскоса — північний захід

## Виноски
1. ↑  U.S. Decennial Census. United States Census Bureau. Архів оригіналу за 12 травня 2015. Процитовано 3 травня 2015.
2. ↑  Texas Almanac: Population History of Counties from 1850–2010 (PDF). Texas Almanac. Архів оригіналу (PDF) за 26 лютого 2015. Процитовано 3 травня 2015.
3. ↑  State & County QuickFacts. United States Census Bureau. Архів оригіналу за 23 вересня 2011. Процитовано 19 грудня 2013.(англ.) Наведено за англійською вікіпедією.
4. ↑  American FactFinder. Бюро перепису населення США. Архів оригіналу за 20 березня 2010. Процитовано 31 січня 2008.

| США | Це незавершена стаття з географії США. Ви можете допомогти проєкту, виправивши або дописавши її. |